# 南達科他州議會大廈
南達科他州議會大廈（英語：South Dakota State Capitol）是美国南达科他州州議會的議事場所，位於南達科他州首府皮爾。南達科他州議會大廈修建於1905年至1910年期間，耗資約100萬美元。1977年至1989年期間，南達科他州議會大廈進行了大規模改建。